# Songo (Angola)
Songo és un municipi de la província de Uíge. Té una població de 62.362 habitants. Comprèn les comunes de Kinvuenga i Songo.